# Беседин, Аскольд Николаевич
Аско́льд (Оско́льд) Никола́евич Бесе́дин (22 сентября 1934, Харьков — 10 января 2009, Санкт-Петербург) — советский эстрадный и камерный певец, баритон.

## Биография
В 1958 году окончил оперно-камерный класс Киевской консерватории, в том же году одержал победу на 3-м Всесоюзном конкурсе артистов эстрады. При этом серьёзно к эстрадной деятельности артист тогда не относился, считая своим призванием камерное исполнение.
В тот же период Беседин начал выступать в оркестре Олега Лундстрема. В репертуаре певца были песни А. Цфасмана, К. Караева, А. Бабаджаняна. В 1959 году вышла первая пластинка с записями молодого исполнителя — сборник оркестра Лундстрема, в который вошли три исполняемые Бесединым ноктюрна К Караева на тексты Л. Хьюза: «Устал я», «Летняя ночь» и «Мулат». Четыре исполненных им вместе с оркестром композиций тех лет вошли в ретро-сборник коллектива «Не грусти! С чего начинался Лундстрем», изданный фирмой «Мелодия» в 2008 году.
Некоторое время Беседин работал в Московском театре оперетты. Специально для него композитор Людмила Лядова написала оперетту «Под чёрной маской», премьера которой состоялась 12 мая 1961 года. И всё же певец ушёл в Московскую филармонию, где в течение семи лет выступал с камерными произведениями.
На конкурсе в честь XIV съезда ВЛКСМ в 1962 году он исполнил знаменитый «Бухенвальдский набат» В. И. Мурадели и А. В. Соболева. Выступление произвело фурор, певцу стоя аплодировал сам Никита Сергеевич Хрущёв.
В том же году Аскольд Беседин принял участие в озвучивании мультфильма «Дикие лебеди», исполнив арию молодого короля.
19 и 20 марта 1963 года в Минске прозвучала 13 симфония Шостаковича на стихи Е. Евтушенко для баса, хора и оркестра, сольную партию в которой исполнил Аскольд Беседин. Виталий Громадский, солист Московской филармонии, который участвовал в московской премьере 19 декабря 1962 года, всего за несколько дней до минского концерта отказался от участия в нём, мотивируя это своей занятостью в других концертах. Кроме него, на тот момент вокальные партии знал лишь Беседин, который присутствовал на всех оркестровых репетициях и первом концерте в декабре и был подготовлен консерваторией для перестраховки. Ради этого выступления Бесединым были отменены все концерты в Москве и он приехал в Минск. Первая часть симфонии «Бабий Яр» была исполнена певцом с первоначальным, запрещённым цензурой, текстом. На выступлении присутствовал сам Дмитрий Дмитриевич Шостакович. Несмотря на великолепное исполнение, встреченное морем аплодисментов и понравившееся автору, записана на пластинку симфония была с другим исполнителем.
С 1968 года Аскольд Беседин был солистом Москонцерта и активно выступал с гастролями. Фактически с этого момента его творчество стало всё больше и больше уходить в эстраду. С середины 1970-х годов популярность певца пошла на спад, а количество выступлений и гастролей начало уменьшаться. В 1991 году ушёл из Москонцерта и вышел на пенсию, уже будучи практически забытым публикой.
В 2006 году переехал из Москвы в Санкт-Петербург. Умер у себя дома, 10 января 2009 года в возрасте 74 лет.

## Записи
Всего вышло 3 сольных пластинки певца, которые не переиздавались с 1971 года. Записи сделаны в сопровождении инструментального ансамбля под управлением А. Тартаковского, многие из них можно свободно скачать в Интернете. Пластинки включили в себя следующие песни:
- «Праздничная» (муз. А. Цфасмана, сл. Ю. Кадашевича)
- «Влюблённый месяц» (муз. А. Цфасмана, сл. З. Петровой)
- «Потому что у меня есть ты» (муз. А. Цфасмана, сл З. Петровой)
- «Выйду на улицу» (народная песня)
- «Покровка» (муз. В. Пикуля, сл. В. Бутенко, А. Лайко)
- «Никто не виноват» (муз. В. Пикуля, сл. В. Бутенко, А. Лайко)
- «Мужчины» (муз. В. Пикуля, сл. В. Бутенко, А. Лайко)
- «Осень» (муз. В. Пикуля, сл. В. Бутенко, А. Лайко)
- «Плачет девчонка» (муз. В. Пикуля, сл. В. Татаринова)
- «Кони в ночном» (муз. В. Пикуля, сл. В. Татаринова)
- «Прядь Есенина» (муз. В. Пикуля, сл. В. Татаринова)
- «Дятел» (муз. В. Пикуля, сл. В. Татаринова)
- «Незабудки» (муз. А. Флярковского, сл. Е. Винокурова)
- «Баллада о железе» (муз. А. Флярковского, сл. Семёнова)

Три записи певца можно найти на упоминавшейся выше пластинке «Эстрадный оркестр п/у О. Лундстрема» 1959 года.
- Три ноктюрна: «Устал я», «Летняя ночь», «Мулат» (муз. К. Караева, сл. Л. Хьюза)

В 2008 году вышел компакт-диск фирмы «Мелодия» «Не грусти! С чего начинался Лундстрем», в который вошли четыре записи, сделанные певцом в самом начале его исполнительской карьеры:
- «Весел я» (муз. Ч. Биксио, сл. Г. Регистана)
- «О тебе» (муз. А. Эшпая, сл. Г. Регистана)
- «Прости, я сам виноват» (муз. А. Бабаджаняна, сл. Г. Регистана)
- Романсеро Пабло из оперетты «Поцелуй Чаниты» (муз. Ю. Милютина, сл. Е.Шатуновского)